# Baikal Airlines
Baikal Airlines (translitera del idioma ruso: Авиакомпания «Байкал) fue una aerolínea rusa basada en la ciudad de Irkutsk, en el Óblast de Irkutsk. Operaba vuelos de pasajeros regularmente hacia destinos domésticos e internacionales desde el Aeropuerto Internacional de Irkutsk, su base de operaciones. 

## Historia

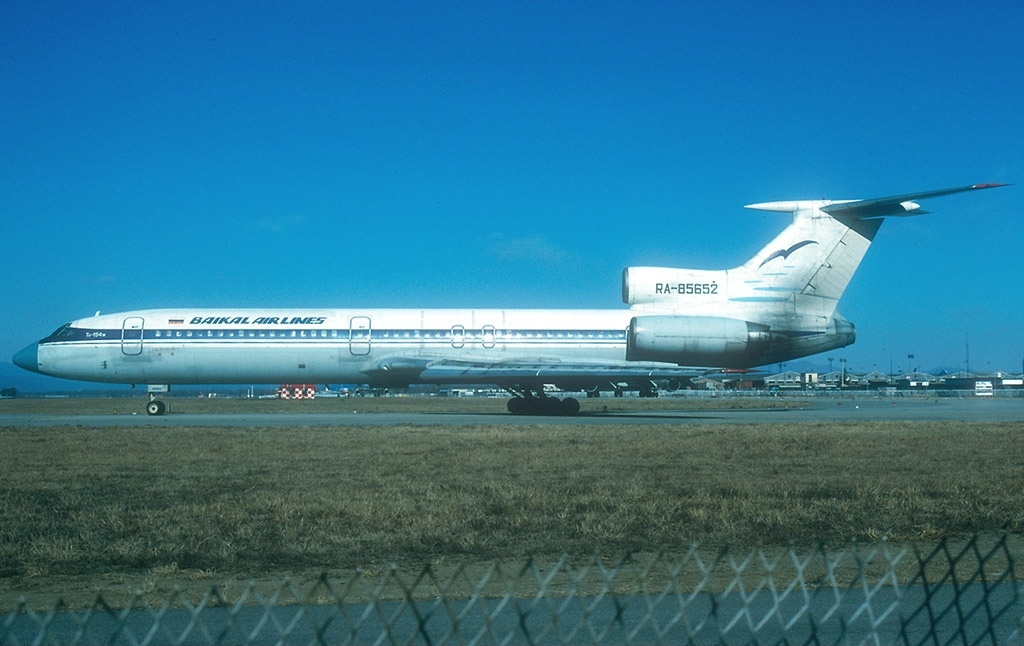
un Tupolev Tu-154M de Baikal Airlines.

La aerolínea se fundó a mediados de 1992 tras el proceso de reorganización de Aeroflot, en el que sus distintas divisiones se convirtieron en pequeñas y medianas aerolíneas regionales. En 1993, se fusionó con la también basada en Irkutsk, Baikalavia, añadiendo así a su flota varios aviones de carga. El 3 de enero de 1994, un Tu-154 de la aerolínea se estrelló cuando volaba desde Irkutsk hacia Moscú debido a que la tripulación ignoro las alarmas que se activaron durante el encendido del avión. En el año 2000 la aerolínea entró en crisis debido a una deuda que superaba los 12 millones de US$. En agosto de 2001, la aerolínea cesó las operaciones.

## Flota
- 11 Antonov An-24

- 9 Antonov An-26

- 8 Antonov An-12

- 2 Boeing 757

- 7 Ilyushin Il-76

- 26 Tupolev Tu-154

- 12 Yakovlev Yak-40

## Accidentes e incidentes
- El 3 de enero de 1994, un Tu-154M de Baikal Airlines se estrelló cerca del pueblo de Mamony, luego de experimentar problemas con sus motores. Antes del despegue, le tomó a la tripulación 17 min encender los tres motores de la aeronave. Durante el encendido del motor N.º 2 se observó en 2 ocasiones una rotación espontánea del turbocompresor del motor. Cuando los 3 motores fueron finalmente encendidos, se encendió la alarma de Rotación Peligrosa del Arranque, los pilotos pensaron que la alarma se apagaría cambiando la posición del botón de arranque del avión, pero hecho esto la alarma aún no se apagaba, y como en el manual de operaciones del avión no aparece ninguna instrucción de que hacer en esos casos, la tripulación creyó que era un mal funcionamiento del sistema de alarmas y que todo estaba bien con los motores. Luego de revisar todos los parámetros del motor y revisar los niveles de combustible y que todo estuviese normal, el avión despegó hacia el Aeropuerto de Moscú-Domodédovo. Cuando el avión alcanzó los 4000 m de altura, empezaron a tener dificultades con el motor N.º 2, lo cual los obligó a regresar a Irkutsk. Luego de eso, saltó una alarma de fuego en el motor 2, la cual fue tardíamente atendida por los pilotos, mientras tanto, el fuego había causado daños graves al sistema hidráulico, haciendo que el avión quedara fuera de control, para luego estrellarse sobre una casa de un campo cercano. En el siniestro murieron las 125 personas a bordo y una que se encontraba en la casa.